# Tonhalle Berlin
Die Tonhalle Berlin (oder Berliner Tonhalle) war ein Veranstaltungsort in der Friedrichstraße 112. Sie bestand von Anfang der 1850er Jahre bis 1906.

## Geschichte
Auf dem Gelände des späteren Kunsthauses Tacheles, an der Ecke Friedrichstraße / Oranienburger Straße, erwarb im Jahr 1850 der „Caffitier“ Rudolf Ferdinand Rosseck ein dreistöckiges Haus. Rosseck baute es um und errichtete im dahinter liegenden Garten eine „Tonhalle“. Diese wurde nicht nur als Konzerthaus genutzt, sondern als Mehrzweckhalle, in der unter anderem Tanzveranstaltungen, politische Versammlungen, Ausstellungen und Modenschauen stattfanden. Im Jahr 1865 eröffnete der Chemiker Hermann Wilhelm Vogel in der Tonhalle die Internationale Photoausstellung, die erste Photoausstellung Deutschlands.
In den 1850er und 1860er Jahren war die Tonhalle vor allem ein Konzertsaal und Varieté („Spezialitäten-Theater“). Für einen Eintrittspreis von drei Silbergroschen konnte man dort regelmäßig Konzerte eines etwa zwölf- bis 15-köpfigen Orchesters anhören oder die Leistungen von Seiltänzern, Jongleuren und Trapezakrobaten bewundern. Die Tonhalle war auch ein Tanzlokal und wurde auch für Versammlungen, studentische Kommersen sowie festliche und politische Veranstaltungen aller Art benutzt.
Im Haus der Tonhalle befand sich auch eine von Gustav Braatz bewirtschaftete Stehbierhalle, in der bisweilen die in der Tonhalle auftretenden Artisten nach der Vorstellung einkehrten.
Als 1869 ein Erlass der Regierung private Theatergründungen erlaubt, wandelte Rosseck seine Tonhalle in das Tonhallen-Theater um und wurde Intendant eines Theaterensembles mit zwanzig Angestellten. Auf dem Programm standen vor allem bürgerliche Lustspiele und Operetten.
Rosseck starb 1899.
Das Haus neben der Tonhalle war seit 1896 im Besitz des Möbelherstellers Moritz Markiewicz. Ihm verkauften Rossecks Erben im Jahr 1902 die Tonhalle. Der Sohn des Möbelhändlers Moritz Markiewicz, Otto Markiewicz, plant auf dem Gelände ein großes Warenhaus (das spätere Passage-Warenhaus).
Die Tonhalle wurde 1906 abgerissen, um der Friedrichstraßenpassage Platz zu machen, die damals auch unter der Bezeichnung „Mailänder Passage“ bekannt war. Dieses nach Plänen des Architekten Franz Ahrens von 1907 bis 1908 errichtete Gebäude wurde 1909 eröffnet. Es verband die Friedrichstraße mit der Oranienburger Straße.